# Bismarckturm (Ansbach)

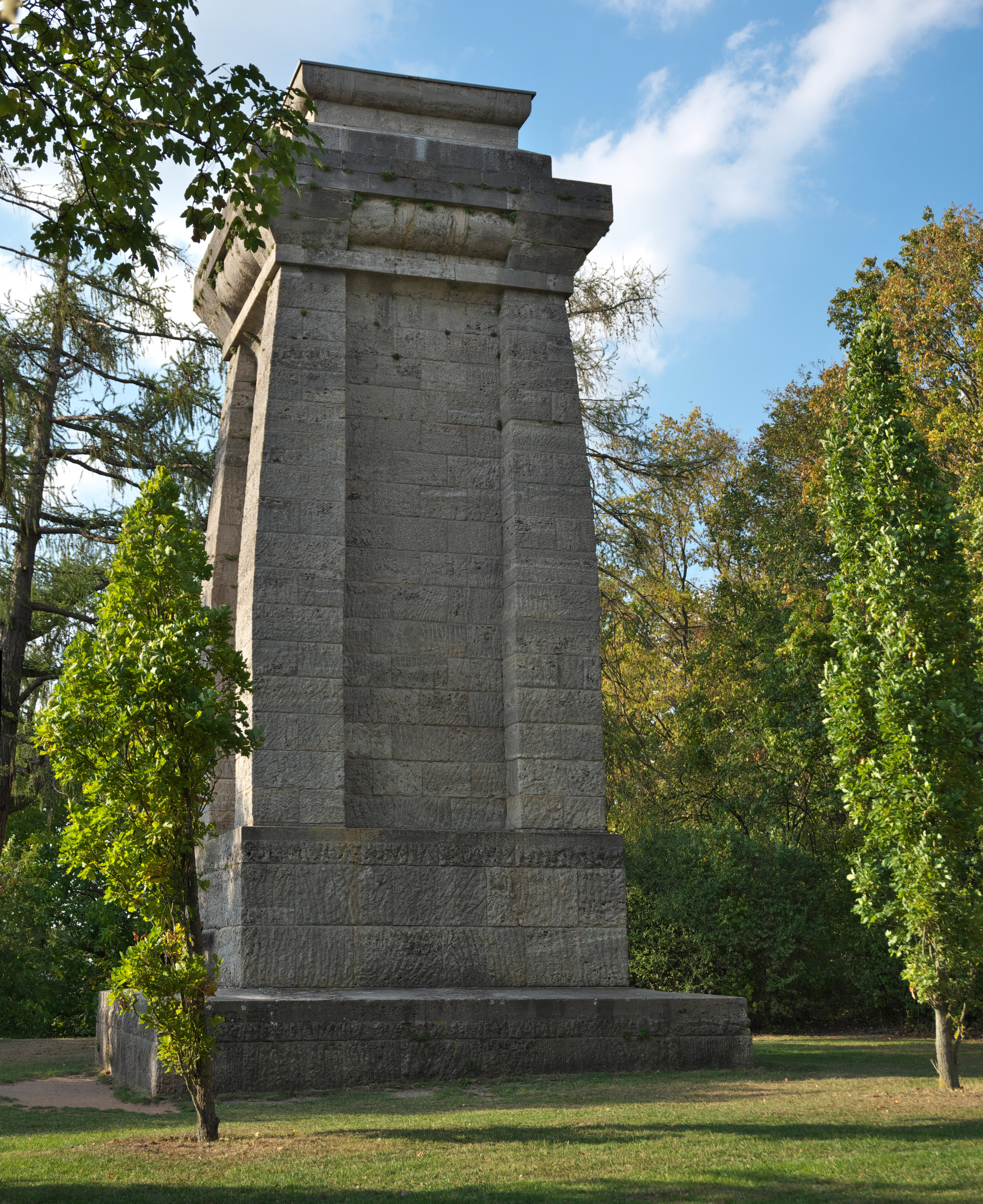
Bismarckturm in Ansbach

Der Bismarckturm von Ansbach ist ein 12,7 m hoher Aussichtsturm  auf der Kaiserhöhe. Er wurde 1903 nach dem Entwurf „Götterdämmerung“ des Architekten Wilhelm Kreis errichtet. Die Einweihung fand am 2. September 1903, dem  Sedantag, statt.